# Flash(s) - Double Vue
Pour le film de Mark Peploe, voir Double Vue (film). Pour l'album, voir Double Vue (album de Charlélie Couture).
Série
Flash(s)
(2023)
Pour plus de détails, voir Fiche technique et Distribution.
Flash(s) - Double vue est un téléfilm français réalisé par Christophe Douchand d'après un scénario de Philippe Lyon et diffusé pour la première fois le 28 mai 2025 sur France 2.
Cette fiction, qui est la suite de Flash(s), est une coproduction d'Elzévir Films et France Télévisions.

Marie Denarnaud.

## Synopsis
Audrey Beau-Manoir purge une peine de prison dans un centre de semi-liberté pour le meurtre de son mari Boris, un meurtre dont elle n'a aucun souvenir. Alors qu'Audrey travaille dans une ferme dans le cadre de sa peine, Claire Morvan, médium et consultante de la police, voit dans un rêve exploser le tracteur conduit par la jeune femme.
L'enquête menée par la commandante Mathilde Morvan, mère de la médium, l'amène à découvrir que Boris Beau-Manoir menait une double vie et avait deux épouses. 

## Fiche technique
Sauf indication contraire, les informations mentionnées dans cette section peuvent être confirmées par les bases de données cinématographiques  présentes dans la section « Liens externes ».
- Titre français : Flash(s) - Double vue
- Réalisation : Christophe Douchand[1],[2],[3]
- Scénario : Philippe Lyon[1],[2],[3]
- Musique : Vincent Stora
- Décors : Sylvie Monbel
- Costumes : Chouchane Abello
- Photographie : Bertrand Mouly
- Son : Fabien Luth
- Montage : Caroline Lefèvre
- Production : Denis Carot, Frédérique Gore et Marie Masmonteil
- Sociétés de production : Elzévir Films, France Télévisions[1],[2]
- Pays de production :  France
- Langue originale : français
- Format : couleur
- Genre : policier
- Durée : 92 minutes[1]
- Dates de première diffusion :
  - France : 28 mai 2025 sur France 2[4],[5]

## Distribution
- Marie Denarnaud : commandante Mathilde Morvan
- Miou-Miou : Claire Morvan, mère de Mathilde, médium et consultante de la police
- Nicolas Briançon : commissaire Étienne
- Nicolas Grandhomme (d) : lieutenant Baron
- Mhamed Arezki : lieutenant Daoud
- Anne Azoulay : Audrey Beau-Manoir
- Jérôme Baëlen : Boris Beau-Manoir, le mari d'Audrey
- Myriam Bourguignon : Léa Beaumanoir, la deuxième femme de Boris
- Guillaume Clerice (d) : Rémy, le mari de Mathilde
- Olivia Malahieude : Rose, la fille de Mathilde
- Michel Lerousseau : Guillaume, le frère d'Audrey
- Solène Guittenit : Isabelle, la femme de Guillaume
- Léon Durieux : Marco, le fils d'Audrey
- Izaac Gourdin : Marco Petit
- Benjamin Clery : Steve Romby
- Gaëlle Fraysse (d) : la procureure
- Éloïse Valli (d) : Elizabeth Perrin, la psychologue

## Production

### Genèse et développement
Cette fiction policière, qui est la suite de Flash(s), est une coproduction d'Elzévir Films et France Télévisions,, réalisée avec la participation de TV5 Monde, de la Radio télévision suisse (RTS) et  du Centre national du cinéma et de l'image animée.
Le scénario est de la main de Philippe Lyon et la réalisation est assurée par Christophe Douchand,,.
Après cet épisode, Miou-Miou annonce l'arrêt de la série : « Il n'y aura pas d'autres épisodes ! D'après la chaîne, c'est parce que c'est une fiction qui n'est pas assez classifiable. Ils ne savent pas dans quelle case la mettre. Ça m'a mis un petit coup au moral, quand même, de l'apprendre même si j'ai beaucoup d'autres choses à faire. ».

### Tournage
Le tournage se déroule du 14 juin au 11 juillet 2024 à Lille et dans sa région,.

## Accueil critique
Isabelle Dhombres, du magazine Télé-Loisirs, est sans pitié pour le téléfim : « Si l'idée de cette collection séduit par sa singularité, force est de constater que ce deuxième opus n'est pas à la hauteur de ses promesses. Au fur et à mesure que l'intrigue se déroule, elle s'enlise dans un scénario démonstratif, où les marronniers fleurissent entre faux-rythmes et répliques balancées sur un ton systématiquement emprunté. Embourbés dans une réalisation aux effets poussifs et redondants, les personnages ont du mal à exister en dehors de la caricature à laquelle ils sont réduits. La bonne volonté des comédiens - au talent reconnu par ailleurs mais ici acculés à la surenchère - a bien du mal à sauver cet épisode dont le sujet, attractif et intriguant s'il en est, eut mérité davantage de profondeur et de subtilité. ».
L'avis de Télé 2 semaines est plus positif : « Marie Denarnaud retrouve Miou-Miou dans ce second volet de Flashs dont l’intrigue est centrée sur une erreur judiciaire. Une distribution impeccable, des personnages bien écrits et un scénario complexe sont les atouts de cette fiction aussi originale que captivante. ».